# 柳バス

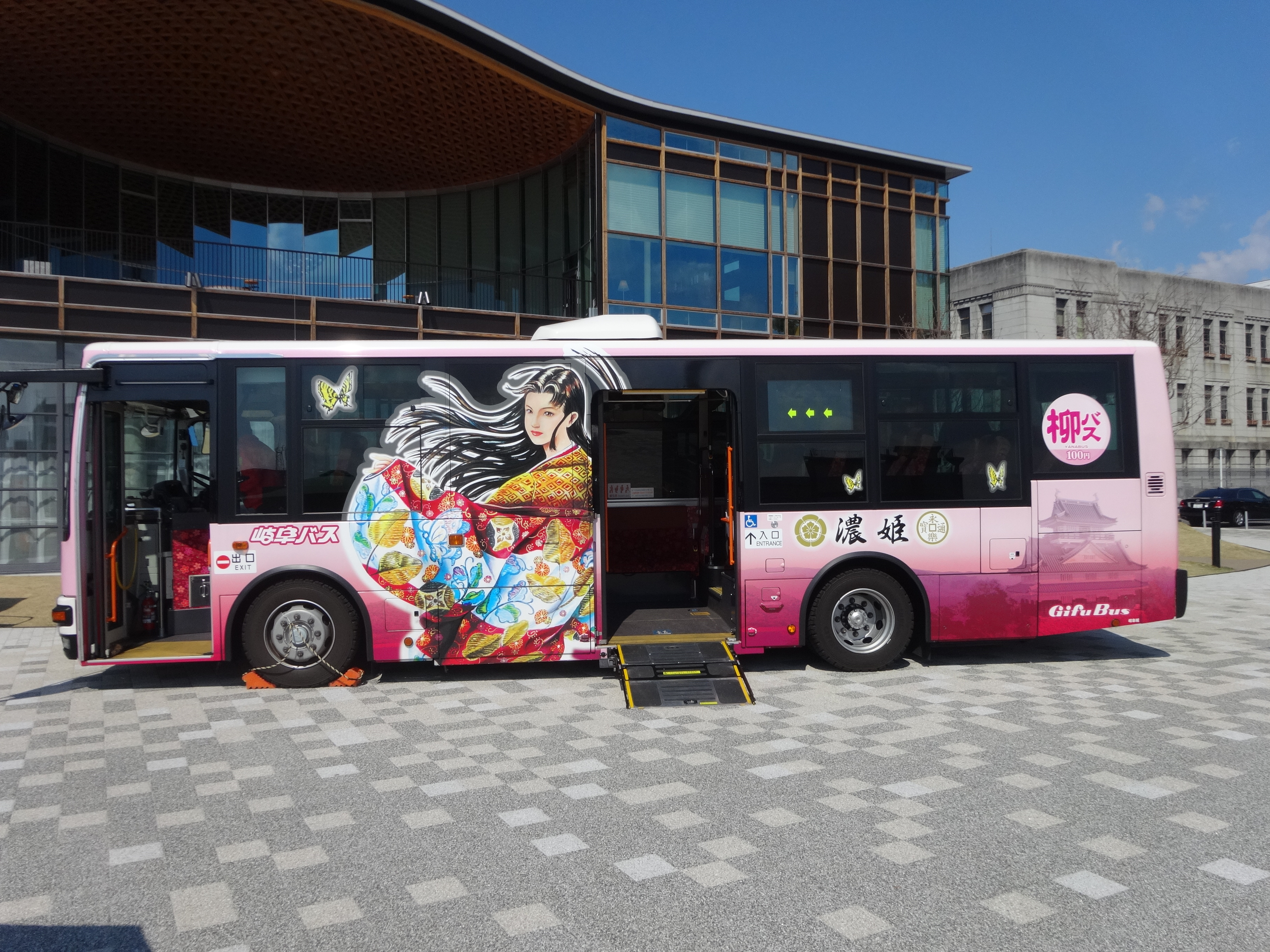
三代目柳バス車両「濃姫バス」

柳バス（やなバス）は、かつて岐阜乗合自動車（岐阜バス）が岐阜県岐阜市でJR岐阜駅・名鉄岐阜駅と柳ヶ瀬を結ぶ循環コースで運行していたコミュニティバス。
かつては岐阜市の中心市街地だったが郊外の大型店舗や名古屋への流出により衰退しつつある柳ヶ瀬商店街の活性化、及び交通手段として運行されていた。
2021年（令和3年）5月6日の改正により経路を変更し、路線の名称を「中心部ループ線」に改めている。柳バスと同じく柳ヶ瀬への交通手段であり、濃姫バスを使用しているため、ここでは中心部ループ線についても記述する。
中心部ループ線も2023年（令和5年）10月31日をもって廃止された。

## ルート
- 左回り（反時計回り）の循環ルートである。JR岐阜駅から名鉄岐阜へ向かい長良橋通りを北上。今小町交差点から県道152号を西進。裁判所前交差点から金華橋通りを南下し、JR岐阜駅へ向かう。
- JR岐阜駅発、9:02-17:02まで20分間隔で毎日運行し、1周約24分で運行していた。

JR岐阜駅 → 名鉄岐阜駅 → 金宝町 → 徹明町 → 柳ヶ瀬 → 商工会議所前 → 今沢町 → 岐阜市役所・メディアコスモス → 市民会館・裁判所前 → ドリームシアター前 → 金華橋通り柳ヶ瀬 → 高島屋前 → 文化センター金神社前 → 金町7丁目 → JR岐阜駅

### 柳バス時代のルート
- 左回り（反時計回り）の循環ルートである。JR岐阜駅から名鉄岐阜へ向かい長良橋通りを北上。神田町3交差点から若宮町通りを西進。金町2交差点から金華橋通りを南下し、JR岐阜駅へ向かう。
- JR岐阜駅発、10:32-18:32まで15分間隔で毎日運行し、1周約17分で運行していた。

## 運賃
- 1乗車100円均一。
  - ICカード「ayuca」「岐阜市おでかけバスカード」が利用可能（磁気バスカードは2008年3月末をもって使用終了）。

## 歴史

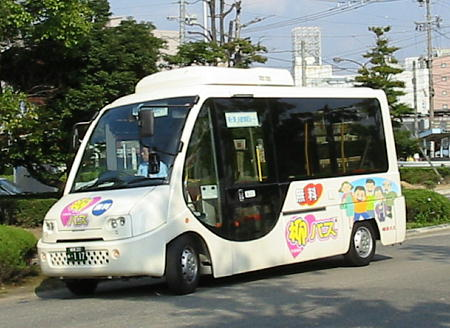
「柳バス」無料時代の車両

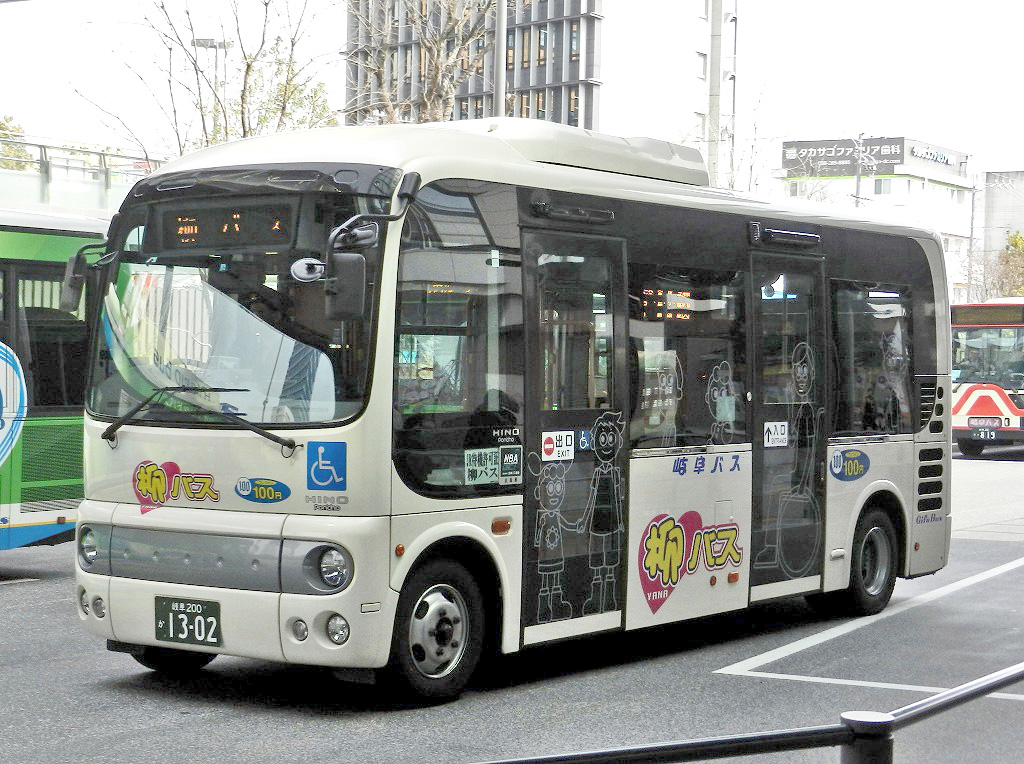
「柳バス」二代目の車両

- 2002年（平成14年）9月28日 - 岐阜柳ヶ瀬商店街振興組合連合会が主体となり、柳ヶ瀬商店街の活性化、及び交通手段として、マイクロバスで柳バスを開設。運行は岐阜バスに委託。北ルート（柳ヶ瀬→岐阜公園→柳ヶ瀬）と南ルート（柳ヶ瀬→JR岐阜駅→柳ヶ瀬）の2コースの試験運用開始。運賃は無料。
- 2003年（平成15年）2月28日 - 試験運用終了。試験期間152日間で利用者は、北ルートが55,509人、南ルートが150,266人。
- 2003年（平成15年）3月1日 - 南ルートを岐阜バスに譲渡。北ルートは廃止。1乗車100円均一。
- 2005年（平成17年）3月1日 - ルート一部変更。
- 2007年（平成19年）3月29日 - JR岐阜駅バスターミナルの完成により、JR岐阜駅バスターミナル3番のりば発に変更。
- 2008年（平成20年）4月1日 - ダイヤ改正でJR岐阜駅バスターミナル10番のりば発に変更。
- 2014年（平成26年）4月27日 - 車両を更新し、市内循環路線で使用されている信長バスと対となる濃姫のイラストがラッピングされた通常サイズのバス2台が導入される。同時に、ICカード「ayuca」「岐阜市おでかけバスカード」が利用可能になる。
- 2018年（平成30年）10月31日 - この日の運行を最後に、 岐阜高島屋などで買い物に応じてもらえた柳バスご利用券の利用が出来なくなる。
- 2021年（令和3年）5月6日 - 名称を中心部ループ線に改める。岐阜市役所新庁舎まで経路を延長し、市民会館・裁判所前バス停より金華橋通りを南進して岐阜駅に戻るルートに変更。これに伴い、弥八地蔵前バス停は廃止となる。
- 2023年（令和5年）10月31日 - この日をもって廃止。

## その他
- 2002年から2003年の試験運用期間と比べて、1台あたりの利用者数は減少していた。100円とはいえ、有料化したのが原因といわれている。
- 2008年夏ごろより、車両不足のため一般車両での運行が多くなっていた（バスの正面・側面に「柳バス」とステッカーが貼ってある）。
- 2023年11月25日から2028年3月31日まで運行されている自動運転バスのギフハートバスは、中心部ループ線のルートをほぼ踏襲している。

## 参考資料
- 岐阜バス 岐阜市役所周辺 バス停名称変更図- 岐阜乗合自動車